# Christian Ferdinand Harpprecht
Christian Ferdinand Harpprecht (* 13. September 1718 in Tübingen; † 25. Dezember 1758) war ein deutscher Rechtswissenschaftler.

## Leben
Christian Ferdinand Harpprecht entstammte der württembergischen Juristenfamilie Harpprecht. Er war Urenkel des Ferdinand Christoph Harpprecht, welcher wiederum Urenkel des Familienstammvaters Johannes Christoph Harpprecht war. Christian selber war Sohn von Johannes Harpprecht, einem Tübinger Bürgermeister. Nach einem Studium an der Universität Tübingen wurde er 1741 zum Doktor der Philosophie promoviert. Seit dem gleichen Jahr wirkte er auch als Hofgerichtsadvokat. Am 18. Januar 1746 heiratete er eine Rechtslehrer-Tochter.
Am 13. November 1747 berief die Universität ihn zum außerordentlichen Professor der Rechte. In Rottenburg am Neckar arbeitete er ab 1748 in Diensten des Grafen von Ulm. Zum ordentlichen Professor der praktischen Philosophie wurde er im Frühling 1749 befördert, im Dezember des folgenden Jahres aber lehrte er wieder an der juristischen Fakultät das kanonische Recht und Institutionen, außerdem wurde er herzoglicher Rat.
Zum Doktor beider Rechte wurde Harpprecht am 18. April 1753 ernannt, nicht viel später nahm ihn die Deutsche Gesellschaft zu Göttingen auf. Im Winter 1757 erkrankte Harpprecht allerdings an einer Lungenkrankheit. Schon sein ganzes Leben lang war er gesundheitlich angeschlagen gewesen, nun sah es auch wegen der Arbeit um seine Gesundheit schlechter aus. Nach einer Kur in Teinach schien sich die Erkrankung gebessert zu haben, doch starb er am 25. Dezember 1758 41-jährig. Seine Ehe blieb kinderlos.
Harpprechts Bildung und Forschungen gingen weit über das Gebiet der Rechtswissenschaften weiter, so befasste er sich auch mit Philosophie, Mathematik, Philologie, Archäologie, Chemie und den schönen Künsten.

## Werke
- De jure in rempublicam obsides deferentem (Rede, 1749)